# ゴンベ族
ゴンベ族（ゴンベぞく、Ngombe）は、コンゴ民主共和国に住む部族。

## 居住地
コンゴ民主共和国内を流れるコンゴ川の支流であるサンガ川沿いの熱帯雨林地帯に、小集落を構成している。

## 生活
キャッサバ、プランテンバナナ、トウモロコシ、ヤムイモを主食とする。
川で魚を捕え、ヤギ、ニワトリ、アヒルを飼う。
女性は土器を作る。